# Horst Janson
Pour les articles homonymes, voir Janson.
Horst Janson est un acteur allemand né le 4 octobre 1935 à Cassel (Wiesbaden, Gau Hessen-Nassau, Troisième Reich) et mort le 19 janvier 2025, à München (Bavière). Il débute au cinéma en 1959, et à la télévision en 1969.

## Filmographie partielle

### Cinéma
- 1959 : Les Buddenbrook d'Alfred Weidenmann
- 1961 : La Grande Roue de Géza von Radványi
- 1962 : Tunnel 28 de Robert Siodmak
- 1970 : Les Baroudeurs de Peter Collinson
- 1970 : L'Évasion du capitaine Schlütter de Lamont Johnson
- 1971 : Et viva la révolution ! de Duccio Tessari
- 1971 : La Guerre de Murphy de Peter Yates
- 1972 : On m'appelle Providence de Giulio Petroni
- 1973 : Salopards en enfer (de) de Jürgen Roland
- 1974 : Pas d'or pour les requins (en) de Harald Reinl
- 1974 : Capitaine Kronos, tueur de vampires de Brian Clemens
- 1976 : Parole d'homme (Shout at the Devil) de Peter R. Hunt
- 1979 : La Percée d'Avranches d'Andrew V. McLaglen
- 1984 : Danger – Keine Zeit zum Sterben (de) de Helmuth Ashley

### Télévision
- 1969-1972 : Salto Mortale de Michael Braun (série télévisée)
- 1973 : Der Bastian de Rudolf Jugert (série télévisée)
- 1974 : Härte 10 de Gordon Flemyng (mini-série)
- 1975 : Les Grands Détectives, épisode : La Lettre volée d'Alexandre Astruc, d'après Edgar Allan Poe.
- 1984 : To Catch a King de Clive Donner (téléfilm)
- 1986 : Les Derniers jours de Patton de Delbert Mann (téléfilm)
- 1995 : Un cas pour deux (série télévisée) : l'avocat de la victime (Saison 15, épisode 7 : La classe macabre)